# Ascobolus albidus

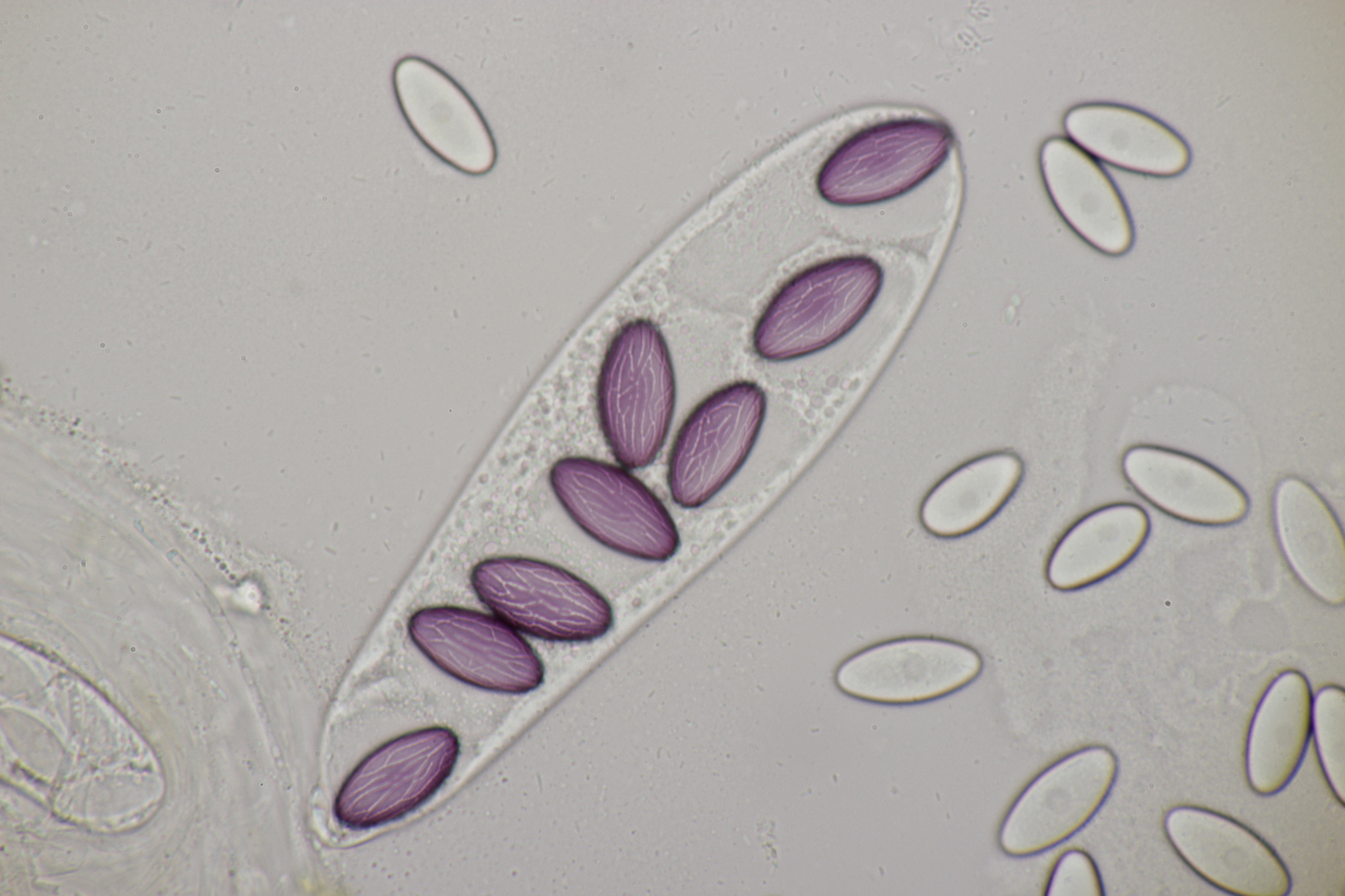
Worek z askosporami

Ascobolus albidus P. Crouan & H. Crouan – gatunek grzybów z rodziny Ascobolaceae.

## Systematyka i nazewnictwo
Pozycja w klasyfikacji według Index Fungorum: Ascobolus, Ascobolaceae, Pezizales, Pezizomycetidae, Pezizomycetes, Pezizomycotina, Ascomycota, Fungi.
Po raz pierwszy opisali go w 1858 r. Hippolyte Marie Crouan i Pierre Louis Crouan na odchodach bydła domowego we Francji. Synonimy:
- Ascobolus albidus f. macrosporus Svrček 1959
- Ascobolus glaber var. albidus (P. Crouan & H. Crouan) Marchal 1895[2].

## Morfologia
Askokarp typu apotecjum o średnicy 0,3–1 mm, najpierw zamknięte i stożkowe, następnie rozszerzerzające się, początkowo białawe, półprzezroczyste, w stanie dojrzałym czarniawo-fioletowe od zarodników. Hymenium o grubości 240–300 µm. Worki cylindryczne do maczugowatych (160–) 300–4 10 × 26–38 µm, 8-zarodnikowe. Ich ściana w odczynniku Melzera silnie wybarwia się na niebiesko. Parafizy septowane, cylindryczne, o średnicy 1,7–3,2 µm, lekko spiczaste, nitkowate lub u góry rozwidlone, o grubości 1,0–4,7 µm na wierzchołkach, szkliste, zatopione w kolorowym śluzie, który szybko rozpuszcza się w wodzie. Worki z dojrzałymi zarodnikami wystają ponad hymenium. Askospory (18)20–36 (39) x (9)11–14(16) μm, w worku początkowo gładkie i szkliste, w stanie dojrzałym fioletowa, o powierzchni z podłużnymi smugami.

## Zasięg występowania i siedlisko
Podano stanowiska Ascobolus albidus w Ameryce Północnej, Europie, Australii i na Nowej Zelandii. Występuje także w Polsce.
Grzyb koprofilny rozwijający się na odchodach zwierząt, głównie roślinożernych. Wyizolowano go z odchodów krów, koni, owiec, kóz, łosi, psów, wilków, królików, zajęcy.